# Chile nos Jogos Paralímpicos de Verão de 2012
O Chile participou dos Jogos Paralímpicos de Verão de 2012, em Londres, na Grã-Bretanha.O país competiu representado por 7 paratletas.

## Medalhistas
| Atleta              | Esporte   | Evento             | Medalha |
| ------------------- | --------- | ------------------ | ------- |
| Cristian Valenzuela | Atletismo | 5.000 metros - T11 | Ouro    |

## Desempenho

### Tênis em cadeira de rodas
Masculino
| Atleta          | Evento  | Fase de 64                     | Fase de 32           | Oitavas              | Quartas              | Semifinal            | Final                | Pos.        |
| Atleta          | Evento  | Adversário resultado           | Adversário resultado | Adversário resultado | Adversário resultado | Adversário resultado | Adversário resultado | Pos.        |
| --------------- | ------- | ------------------------------ | -------------------- | -------------------- | -------------------- | -------------------- | -------------------- | ----------- |
| Robinson Mendez | Simples | AUT T. Mossier D 6-3, 4-6, 2-6 | Não avançou          | Não avançou          | Não avançou          | Não avançou          | Não avançou          | Não avançou |